# Ranerou
Ranerou (także Ranérou) – miasto w Senegalu, w regionie Matam. Według danych szacunkowych na rok 2010 liczy 1 731 mieszkańców.